# Gunung Anten
Gunung Anten is een bestuurslaag in het regentschap Lebak van de provincie Banten, Indonesië. Gunung Anten telt 3541 inwoners (volkstelling 2010).